# Alberto Vaquina
Alberto Vaquina (Nampula, 4 luglio 1961) è un politico mozambicano.
Dall'ottobre 2012 al gennaio 2015 ha ricoperto la carica di Primo ministro del Mozambico.

## Biografia
Fu prima studente di medicina all'Università di Porto, quindi, tornato in patria e diventato membro del Frelimo, il partito al potere, Vaquina fu prima direttore provinciale per la Salute di Capo Delgado (1998-2000) e poi di Nampula (2001-2005). Nel 2005 divenne governatore di Sofala e successivamente tra il 2010 ed il 2012 è stato governatore della provincia di Tete.